# Булаковский, Сергей Фёдорович
Сергей Фёдорович Булаковский (5 [17] октября 1880, Одесса, Херсонская губерния — 6 июня 1937, Кратово, Московская область) — русский советский скульптор, художник, педагог.

## Биография

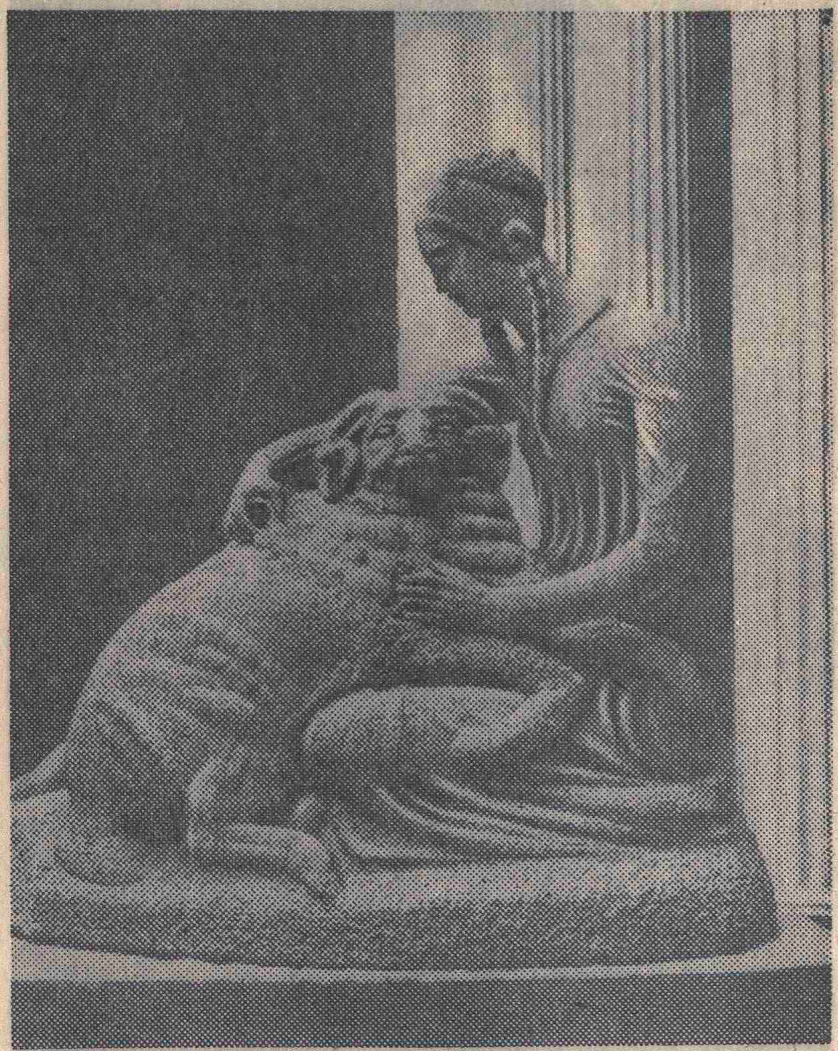
Скульптура «Девушка, стригущая барана».
Третьяковская галерея.

Родился 5 (17) октября 1880 года в Одессе. В начале 1900-х годов учился в одесской мастерской Б. В. Эдуардса и Одесском художественном училище у Л. Д. Иорини.
В 1902—1906 годах работал мраморщиком в Одессе. Активное участие в революции 1905 года заставило уехать за границу, где он продолжил обучение: сначала в мастерской Э. Пеллини и Миланской академии художеств (1906—1909), затем в Школе изящных искусств в Париже у А. Мерсье (1909). В 1912 году с группой русских художников организовал в Париже Русскую академию живописи и скульптуры, где руководил скульптурным отделением. После Февральской революции вернулся из эмиграции.
В 1919 году был заведующим скульптурно-декоративного подотдела Всеукраинского ИЗО Наркомпроса, затем работал в Кисловодске, Сухуми и Баку; сотрудничал с «Окнами РОСТа».
С 1922 года жил и работал в Москве и Ленинграде. С 1925 года состоял членом Ассоциации художников революционной России, с 1926 года — Общества русских скульпторов. В 1922—1930 годах преподавал в ВХУТЕМАСе-ВХУТЕИНе-ИНПИИ.
В 1931 году начал работать в Государственных реставрационных мастерских в Москве.
Работал в монументальной, монументально-декоративной и станковой скульптуре. Среди его работ: «Девочка с птицей», «Молотобойцы», «Пионеры», «Несущая камень», «Девушка, стригущая барана» и другие работы. Был участником многих выставок, ряда экспозиций советского искусства в США.
Сергей Булаковский был мастером создания скульптур из твёрдых материалов. По оценке искусствоведа М. Л. Неймана, в своих работах Булаковский тяготел к архаичным формам. В последних же работах, в частности в скульптуре «Девушка, стригущая барана» (1937), наметился его переход к реализму.
Умер 6 июня 1937 года в посёлке Кратово Московской области. Похоронен в Москве на Новодевичьем кладбище, где впоследствии были погребены его жена — Ольга Викторовна Лишева-Булаковская (1889—1947), скульптор, эсерка, политкаторжанка; и невестка — Татьяна Евгеньевна Булаковская, урожд. Гречихина (1927—1996), певица (сопрано).
Работы С. Ф. Булаковского находятся в Третьяковской галерее, Костромском историко-архитектурном и художественном музее-заповеднике, других музеях и частных коллекциях.